# Estádio Engenheiro Alencar Araripe
Het Estádio Engenheiro Alencar Araripe is een multifunctioneel stadion in Cariacica, een stad in Brazilië. De bijnaam van het stadion is 'Estádio do Jardim'.
Het stadion wordt vooral gebruikt voor voetbalwedstrijden, de voetbalclub Desportiva Ferroviária maakt gebruik van dit stadion. Tijdens het wereldkampioenschap voetbal 2014 werd het stadion als trainingsstadion gebruikt door het Australisch voetbalelftal. In het stadion is plaats voor 13.410 toeschouwers. Het stadion werd geopend in 1966.